# Pollinger Weiher
Der Pollinger Weiher ist ein künstliches Stillgewässer in der oberbayerischen Gemeinde Obersöchering, das den Lanzenbach in seinem oberen Lauf aufstaut. Er gehört zum FFH-Gebiet Moor- und Drumlinlandschaft zwischen Hohenkasten und Antdorf.
Der Pollinger Weiher wird zur Fischzucht genutzt und ist mit Karpfen, Schleien, Hecht, Zander und Forellen besetzt.